# 馬倫戈 (阿拉巴馬州)
馬倫戈（英語：Marengo）是一個位於美國阿拉巴馬州馬倫戈縣的非建制地區。該地的面積和人口皆未知。

## 地理
馬倫戈的座標為32°03′25.5″N 87°48′51″W / 32.057083°N 87.81417°W，而該地的平均海拔高度為50米（即180英尺）。